# Eudonia parviangusta
Eudonia parviangusta is een vlinder uit de familie grasmotten (Crambidae). De wetenschappelijke naam is voor het eerst geldig gepubliceerd in 1998 door Nuss, Karsholt & Meyer.
De soort komt voor in Europa.